# Кумантарос, Джордж
Джордж Ста́врос Кума́нтарос (греч. Γιώργος Σταύρος Κουμάνταρος, англ. George Stavros Coumantaros; 23 июля 1922, Лондон, Великобритания — 17 октября 2016, Афины, Греция) — греческий бизнесмен, яхтсмен и филантроп. Основатель частной международной судоходной компании «Southern Star Shipping» и публичной агрокомпании «Flour Mills of Nigeria», зарегистрированной на Нигерийской фондовой бирже. Принимал участие и одерживал победу во многих гонках на яхтах, включая регату «Бермуды». Являлся членом Американского бюро судоходства. Будучи активным деятелем греческой общины Нью-Йорка и диаспоры в целом, являлся членом Ордена святого апостола Андрея, носил оффикий (титул) архонта Великого скевофилакса Вселенского Патриархата. Приходился двоюродным братом другому известному греческому судовладельцу и миллиардеру Ставросу Ниархосу.

## Биография
Родился в семье Иоанниса Кумантароса и Флоры Номикос, принадлежавших к известным и богатым греческим семействам, традиционно занимающимся предпринимательской деятельностью в области судоходства. До 1941 года, вплоть до начала в 1940 году Итало-греческой войны, рос и учился в Греции. В 1942 году его семья через Южную Африку переехала в Аргентину.
Карьеру начинал в Буэнос-Айресе, где работал в зерновой торговой компании.
В 1946 году иммигрировал в США, где в Нью-Йорке уже проживала его семья. В 1952 году получил американское гражданство.
В 1947 году основал компанию «Southern Star Shipping», которая занимается доставкой промышленной стали, алюминия, угля, цемента и нефти на международном уровне.
В 1960 году основал компанию «Flour Mills of Nigeria», которая занимается выращиванием кукурузы, маниоки, сои, сахарного тростника и масличной пальмы, а также продажей риса, муки, макарон, закусок, сахара и лапши. С 1978 года зарегистрирована на Нигерийской фондовой бирже.
В 1980-х годах, в ответ на призыв правительства Греции инвестировать в страну, построил пивоваренный и сталелитейный заводы.
Являлся членом Нью-йоркского яхт-клуба, Круизного клуба Америки, Королевской яхт-эскадрильи, Яхт-клуба Греции и др. В 1979 году принимал участие в международной парусной регате «Фастнет». 25 раз участвовал в регате «Бермуды». Свою последнюю яхту «Boomerang» подарил Мореходной академии США.
Занимал руководящие посты в Троицком соборе (Нью-Йорк) и Музее кикладского искусства Николаса П. Гуландриса (Греция). Являлся членом многих общественных организаций.
Соучредитель благотворительного фонда «FAITH: An Endowment for Orthodoxy & Hellenism», предоставляющего финансовую поддержку институтам Греческой православной архиепископии Америки для продвижения греческого православия и эллинизма в США.
Управлением компаниями судовладельца «Southern Star Shipping» и «Flour Mills of Nigeria» занимается его сын Джон Кумантарос.

## Личная жизнь
На протяжении более 50 лет был женат на Софи Яннагас, в браке с которой имел сына и трёх дочерей. Его супруга Софи (София) являлась дочерью Йоргоса Яннагаса с греческого острова Касос.
Увлекался теннисом и яхтингом, а также искусством, имел большую коллекцию картин импрессионистов и постимпрессионистов.